# Miasta Reunionu

Według danych oficjalnych pochodzących z 2010 roku Reunion posiadał ponad 20 miast o ludności przekraczającej 5 tys. mieszkańców. Stolica kraju Saint-Denis i miasto Saint-Paul liczyli ponad 100 tys. mieszkańców; 4 miasta z ludnością 50÷100 tys.; 6 miast z ludnością 25÷50 tys. oraz reszta miast poniżej 25 tys. mieszkańców.

## Największe miasta na Reunionie
Największe miasta na Reunionie według liczebności mieszkańców (stan na 01.01.2010):
| L.p. | Miasto       | Okręg        | Liczba ludności |
| ---- | ------------ | ------------ | --------------- |
| 1.   | Saint-Denis  | Saint-Denis  | 145 022         |
| 2.   | Saint-Paul   | Saint-Paul   | 103 346         |
| 3.   | Saint-Pierre | Saint-Pierre | 79 228          |
| 4.   | Le Tampon    | Saint-Pierre | 73 365          |
| 5.   | Saint-André  | Saint-Benoît | 53 955          |
| 6.   | Saint-Louis  | Saint-Pierre | 52 038          |

## Alfabetyczna lista miast na Reunionie
- Bras-Panon
- Cilaos
- Entre-Deux
- La Plaine-des-Palmistes
- La Possession
- Le Port
- Les Avirons
- Les Trois-Bassins
- Le Tampon
- L’Étang-Salé
- Petite-Île
- Saint-André
- Saint-Benoît
- Saint-Denis
- Saint-Joseph
- Saint-Leu
- Saint-Louis
- Saint-Paul
- Saint-Philippe
- Saint-Pierre
- Sainte-Marie
- Sainte-Rose
- Sainte-Suzanne
- Salazie